# Nickelodeon Streak
Nickelodeon Streak (anciennement Roller Coaster), sont des montagnes russes en bois du parc Pleasure Beach, Blackpool, situé à Blackpool, dans le Lancashire, au Royaume-Uni.

## Historique
Nickelodeon Streak utilise le lift hill des anciennes montagnes russes en bois Velvet Coaster, ouvertes en 1909 et fermées en 1932, ainsi que quelques autres portions. Un train du Velvet Coaster peut être vu sur le côté de la gare de Nickelodeon Streak. Avant 2006, les trains n' avaient aucun éléments de maintien. Depuis, des barres de sécurité individuelles ont été installées. De nouveaux trains, provenant du Big Dipper, ont été repeints et installés sur Nickelodeon Streak en mai 2008.

## Statistiques
- Éléments :
- 3 wagons par train. Les passagers sont placés par deux sur quatre rangs pour un total de 24 passagers.